# Antarctothoa mauricei
Antarctothoa mauricei is een mosdiertjessoort uit de familie van de Hippothoidae. De wetenschappelijke naam van de soort is voor het eerst geldig gepubliceerd in 2007 door Wright, Hayward & Hughes.